# Magazin 4

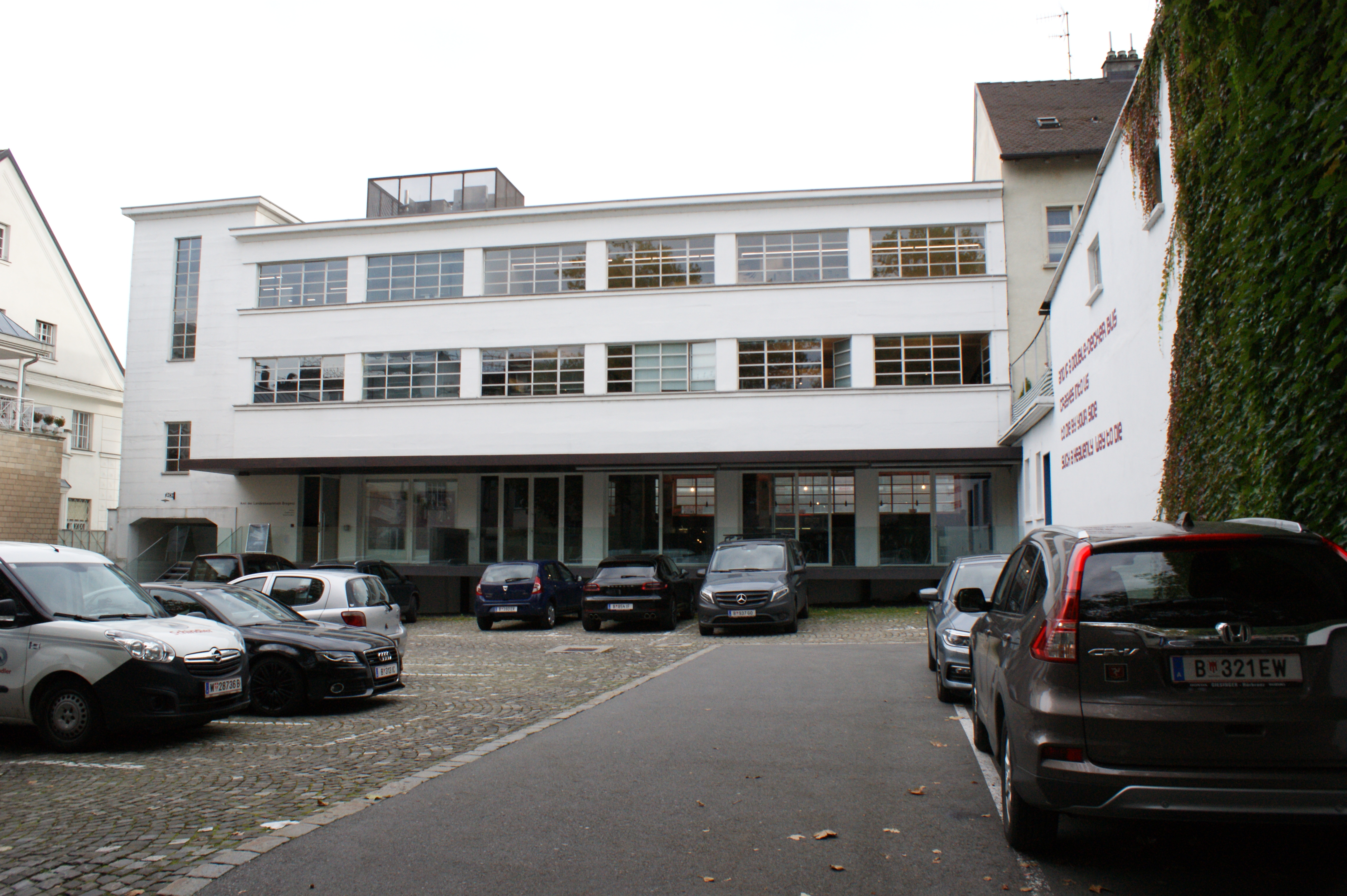
Das Amtsgebäude Magazin 4 in der Bergmannstraße 6

Das Magazin 4 ist ein Amtsgebäude der Stadt Bregenz und multifunktionales Kulturzentrum. Der Stahlbetonbau steht an der Bergmannstraße 6 im Stadtzentrum von Bregenz. Das Bauwerk steht unter Denkmalschutz (Listeneintrag).

## Geschichte
Das Gebäude wurde in den Jahren 1927 und 1928 nach Plänen des Architekten Willibald Braun errichtet. Als eines von vier Lagerhäusern der Bregenzer Handelsfirma Pircher wurde es als „Magazin 4“ bezeichnet. Ende der 1980er Jahre wurde das Gebäude von der Stadt Bregenz angekauft und ab 1997 kulturell genutzt. In den Jahren 2006 und 2007 wurde es nach den Plänen der Cukrowicz Nachbaur Architekten zu einem multifunktionalen Kulturzentrum und Amtsgebäude für die Kulturabteilung der Stadt umgebaut. Bis Ende 2016 war das Magazin 4 auch Heimstätte des „Magazin4-Bregenzer Kunstvereins“, der den Gebäudenamen in den Vereinsnamen integrierte.

## Architektur
Das Bauwerk ist ein dreigeschoßiger Sichtbetonbau. Im Erdgeschoß befindet sich ein Raum für kulturelle Veranstaltungen sowie Vereinsveranstaltungen, im ersten Obergeschoß sind die Räumlichkeiten des Stadtarchivs und der Kulturabteilung der Stadt Bregenz untergebracht. Im zweiten Obergeschoß ist der Ausstellungsraum der Kulturabteilung.